# Wulfilabibel

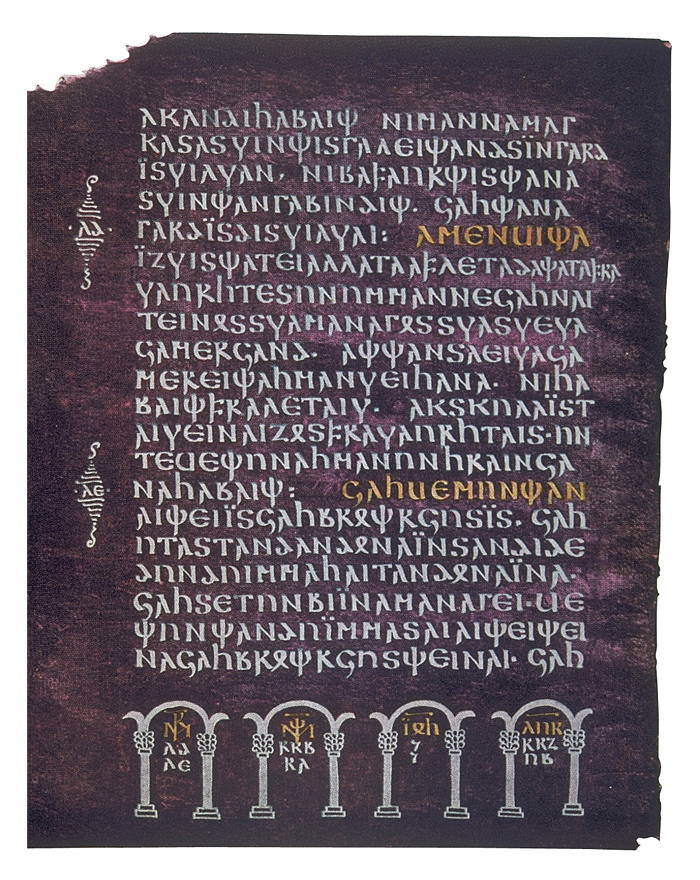
Blatt 16^{v}, enthaltend, aus dem Codex Argenteus, einer Abschrift der Wulfilabibel

Die Wulfilabibel oder Wulfila-Bibel, auch als Gotenbibel oder Gotische Bibel bezeichnet, ist eine im 4. Jahrhundert (um 350) geschaffene Übersetzung vor allem des Neuen Testamentes ins Gotische, wobei die griechische Bibel die Vorlage bildete. Nach traditioneller Auffassung gilt Bischof Wulfila (311–383) als der alleinige Übersetzer. Eine sorgfältige Analyse des gotischen Textes zeigt jedoch, dass die Übersetzung von einer Gruppe von Übersetzern durchgeführt wurde, möglicherweise unter Wulfilas Aufsicht.
Für diese Übersetzung erfand Wulfila die gotische Schrift, während die Goten bis dahin mit Runen schrieben. Die Übersetzung entstand in Nicopolis ad Istrum im heutigen Bulgarien. Sie ist die wichtigste Quelle der gotischen Sprache und gehört neben den hinsichtlich des Textumfangs viel kleineren Runeninschriften zu den ältesten schriftlichen Zeugnissen einer germanischen Sprache. Daraus ergibt sich ihre große Bedeutung für die Sprachgeschichte. Das Gotische gehört dem inzwischen ausgestorbenen Zweig der ostgermanischen Sprachen an und ist deren bekanntester und am besten überlieferter Vertreter. Da zeitgleiche Quellen über das West- und Nordgermanische sehr spärlich sind, ist es oft schwierig zu ermitteln, ob Eigenheiten des Gotischen, wie es in der Wulfilabibel bezeugt ist, Archaismen oder spezifisch ostgermanisch sind. Darüber hinaus ist die Quelle insofern problematisch, als Wulfila ein gebildeter, theologisch versierter zweisprachiger Mensch war, der erkennbar bemüht war, nah am griechischen Original zu bleiben und dafür auch vor Neologismen und grammatischen Konstruktionen, die eher dem Griechischen eigen zu sein scheinen, nicht zurückschreckte. Anders als die Lutherbibel, deren Anspruch es war, „dem Volk aufs Maul“ zu schauen, scheint Wulfila größere Abweichungen von der damaligen gotischen Umgangssprache in Kauf genommen zu haben.

## Handschriften
Von der Wulfilabibel sind mehrere Handschriften aus dem 6. bis 8. Jahrhundert mit einem großen Teil des Neuen Testaments und kleinen Teilen des Alten Testaments erhalten, die hauptsächlich aus Italien stammen. Bei diesen Handschriften handelt es sich um die Purpurhandschrift Codex Argenteus (Evangelien), heute bis auf ein Blatt (Speyer-Fragment) in der Universitätsbibliothek in Uppsala aufbewahrt, den Codex Ambrosianus A bis Codex Ambrosianus E (Briefe, Skeireins, Nehemia), den Codex Carolinus (Römerbrief), den Codex Vaticanus Latinus 5750 (Skeireins), den Codex Gissensis (Fragmente des Lukasevangeliums) und die Fragmenta Pannonica, Bruchstücke einer 1 mm dicken Metallplatte mit Versen des Johannesevangeliums. Einige für die Entwicklung der Kirche wichtige Bücher wie die Apostelgeschichte tauchen in der Wulfilabibel nicht auf.

## Textbeispiel aus der Wulfila-Bibel
Der Text des Vaterunsers (Mt 6,9–13 ) ist im Codex Argenteus auf fol. 4 recto, letzte Zeile, und auf fol. 5 verso, Zeilen 1 bis 12, zu finden. Der nachfolgenden Abschrift ist eine Transliteration beigefügt. Zur genaueren Beschreibung der Schriftzeichen, Interpunktion und Worttrennung des Vaterunsers siehe Artikel Gotisches Alphabet.